# Twink
A twink angol szleng szó, magyarul nyunyó, nyunyóka. Jelentése: tinédzserévei végén, a húszas évei elején járó fiatalember. Az Oxford szótár meghatározása szerint "homoszexuális vagy nőies fiatal férfi, aki homoszexuális vágy tárgya", függetlenül attól, hogy ő maga homoszexuális orientációjú-e vagy sem. A születésükkor számukra kijelölt társadalmi nemmel azonosuló nemi identitású, nőnek öltöző fiatal feminim férfiakat a cross-dressinggel átfedésbe kerülve a diszkrétebb hangzású "femboy" vagy a BDSM közösségben elterjedt szexista "sissy" jelzővel illeti az angol szleng.
A Szimpozion Egyesület meghatározása szerint: "vékony, lágy arcvonású, szőrtelen (vagy gyér szőrzetű) fiatal férfi."

## Szóhasználat

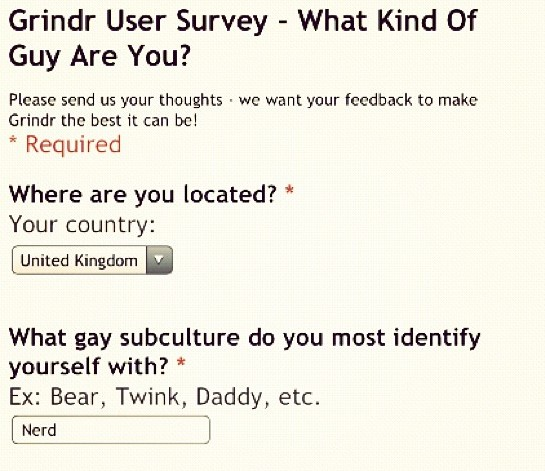
A Grindr felmérése, melyben arról kérdezik a felhasználókat, melyik szubkultúrához tartozónak vallják magukat, mielőtt 2017-ben megjelent volna. A nyunyót példaként használták itt.

### A popkultúrában
2007-es, Never Enough című könyvében, amely egy 2003-ban Hong Kongban történt gyilkosságról szól, Joe McGinniss leír egy bírósági ügyet, ahol a nyunyót úgy definiálták, hogy „egy meleg szlengszó, amit akkor használnak, ha egy fiúsan kinéző, elragadó, 18 és 23 év közötti, karcsú, ektomorf férfit akarnak leírni, akinek egyáltalán nincs testszőrzete, vagy ha van, akkor nagyon kevés. Ezen kívül általában szőke, és általában, de nem kizárólagosan fehér.”
Zeb J. Tortorici esszéista megjegyezte, hogy a meleg, nyunyókás pornó filmek forgalma nagyban függ attól, „vizuálisan és análisan mennyire befogadó a férfiasság.” A nyunyó a "külső csomagolása miatt emlékezetes", nem pedig a "belső mélysége" miatt. A nyunyó (twink) egy népszerű melegpornó műfaj is, amelyre világszerte nagy a kereslet.
A fogalom egy szubkultúrát is jellemez a meleg kultúrán belül, melynek tagjai magukat is meghatározhatják egy ilyen szubkultúra tagjaként, de a fő megerősítés a kultúra más tagjától érkezik. A jelenlegi vizsgálatok szerint ez a szubkultúra olyan külső jegyeket vonultat fel, melyeket bárki magáénak mondhat vagy megszerezhet, s ezek a tulajdonságok nagyban változnak attól függően, hogy a társadalom éppen mit tekint szépnek.
A meleg férfiak számára kifejlesztett népszerű Grindr randi app szintén használja ezt a szleng kifejezést az egyik „törzs” megnevezésében. A felhasználók törzsekbe sorolhatják magukat az alapján, hogy milyen meleg férfi típussal azonosítják magukat, és kereshetnek is az egyes törzsekbe tartozó más felhasználólra.”

### Nyunyóka kód
Más „kódokhoz”, így például a szakáll kódhoz hasonlóan a „nyunyóka kód” is betűkből, számokból és a nyugati billentyűzeteken megtalálható jelekből álló szimbólumokon keresztül írja le és kategorizálja a nyunyókákat. Ilyen kódokat használnak e-mailekben, Useneten és internetes fórumokon írt üzenetekben, ezzel írják le, a posztoló milyen fizikai testfelépítésű és milyen preferenciája van. Mostanában már kikopóban van ezek használata. A kódban vannak fizikai jellemzők, mint  "c" a hajszínre (szőkétől feketéig); "l" a haj hosszára (kopasz/kopaszra vágatottól a nagyon hosszúig.); "h" a szőrtelenség fokára; "y" a fiatalos megjelenésre; és "e" a pénisz méretére;. Ezen kívül személyiség jegyeket is leírnak, mint a "q" nőiességüket jelöli; kifejezhetnek szexuális preferenciát, mint a "k" azt, mennyire nyitottak perverziókra 

## Eredet
A twink szót már 1963-ban dokumentálhatóan használták, de az Oxford szótár szerint 1970-es eredetű. Valószínű, hogy egy régebbi brit melegszleng-szóból, a twank szóból ered, melynek jelentése: "egy változata a férfi homoszexuális prostituáltnak; olyan férfi, aki kész és hajlandó bármilyen domináns férfi partnere lenni".
A szó az angolszász területen jól ismert twinkie süteményből származhat, amit gyakran nassnak, gyorsételnek tekintenek, meghatározása szerint: "kis tápértékű, édes ízű és krémmel töltött."

## Története
Feltételezett eredete miatt a kifejezést gyakran azzal vádolták, ahogy Susan Driver ezt megírta „a kifejezés fiatal, fehér kívánatosságra vonatkozik, így rasszista és az időseket kirekesztő szókép lett.” A kifejezést tekintve Susan Driver ismeretelméleti munkája arra jut, hogy „a megfogalmazás, miszerint ez „fiatal, fehér, jól teljesítő, könnyen fetisiztálható, fogyasztható … meghatározza, milyen életkorú és bőrszínű lehet az illető: fiatal fehér.” Így az életkor és a származás keresztezését hozza létre, melyben olyan életkor és rassz kerül össze, mely hiperszexuális, és gyakran kapcsolhatók a pornóiparhoz.
A nyunyókák gyakran csupaszra borotvált arcúak, ezzel is kiemelik a fiatalos, tiszta megjelenésüket. Általában a 20-as éveikben vannak, vékonyak, fiús kinézetűek. Néha ara használják ezt a kifejezést, aki természetében elnőiesedik, de ez nem általánosan bevett jelentés. A kifejezést a medvék és a meleg közösség más tagjai derogálóan, pejoratívan is használják. Néha semleges ez a jelző, és gyakran a medvékkel állítják ellentétbe. A kifejezés jelentését más jelzők megváltoztathatják. Ilyenek például: nőies nyunyóka, európai nyunyóka, izmos nyunyóka. A fogalmat használják a meleg pornóiparban is.
A twinkből utólag csináltak egy mozaikszót, amit a „teenaged, white, into no kink" (tizenéves, fehér, nincsenek fétisei) szavakból raktak össze, bár ezek nem mindegyike jellemez minden twinket. 

## Fordítás
Ez a szócikk részben vagy egészben  a   Twink (gay slang) című angol Wikipédia-szócikk ezen változatának fordításán alapul.  Az eredeti cikk szerkesztőit annak laptörténete sorolja fel. Ez a jelzés csupán a megfogalmazás eredetét és a szerzői jogokat jelzi, nem szolgál a cikkben szereplő információk forrásmegjelöléseként.